# Ordery i odznaczenia (Ameryka Południowa)
Lista dawnych i obecnych orderów i odznaczeń krajów Ameryki Południowej.

## Gujana
- Order Wspaniałości Gujany
- Order Roraimy
- Korona Honoru Kacyka
- Korona Dzielności Kacyka

## Kolumbia
- Order Boyacá - Orden de Boyacá
- Order Narodowy Świętego Karola - Orden Nacional de San Carlos
- Order Zasługi Wojskowej Antonia Nariño - Orden de Mérito Militar Antonio Nariño
- Order Zasługi Służby Zdrowia José Fernández Madrid - Orden del Mérito Sanitario José Fernández Madrid

## Peru
- Order Słońca Peru - Sol del Perú
- Order Zasłużonej Służby - Servicios Distinguidos
- Order Krzyża Peruwiańskiego - Cruz Peruana
- Order im. Almirante Grau
- Order im. Abelarda Quiñones
- Order Wojskowy Ayacucho

## Surinam
- Szlachetny Order Palmy

## TrynidadiTobago
- Krzyż Trynidadu
- Medal Chaconia

## Urugwaj
- Order Republiki

## Wenezuela
- Order Oswobodziciela - Orden del Libertador
- Order Bolivara - Orden de Bolivar
- Order Francisco de Miranda - Orden Francisco de Miranda
- Order Wojskowy Generała Rafaela Urdaneta - Orden Rafael Urdaneta
- Order José Antonio Pàez
- Order Andres Bello
- Order Zasługi za Pracę (Wenezuela) - Orden al Merito en el Trabajo